# Le Nain (recueil)
Le Nain est un recueil de nouvelles de Marcel Aymé, publié en 1934.

## Historique
Le Nain est un recueil de treize nouvelles de Marcel Aymé, publié en juillet 1934. Il reprend des nouvelles parues de février 1932 à juillet 1934 dans Candide, Marianne, La Revue des vivants et 1933.

## Composition du recueil
- Le Nain
- La Canne
- La Liste
- Deux victimes
- Rue Saint-Sulpice
- Bonne vie et mœurs
- L'Affaire Touffard
- Le Mariage de César
- Trois faits divers
- L'Armure
- Sporting
- La Clé sous le paillasson
- Le Dernier

## Éditions
- 1934 - Le Nain, Éditions Gallimard, Collection blanche
- 1998 - Le Nain, in "Œuvres romanesques complètes", Tome II (1498 pages), Gallimard (juillet 1998), Bibliothèque de la Pléiade, Édition publiée sous la direction de Michel Lécureur,  (ISBN 2-07-011331-0)